# Les Acteurs de l'Ombre Productions
Les Acteurs de l'Ombre Productions (abrégé LADLO) est un label indépendant français de black metal, basé à Nantes, en Loire-Atlantique et fondé en 2008 par Gérald Milani.

## Histoire

### Webzine et organisation de concerts
L'association Les Acteurs de l'Ombre, fondée en 2001, est d'abord un webzine spécialisé dans le heavy metal qui évolue ensuite vers l'organisation de concerts. Établi à Paris, l'association organise des concerts de tous styles de metal, principalement au Klub, mais aussi au Glazart et d'autres salles parisiennes. L'association crée aussi des festivals (par exemple : Dooom over Paris, consacré au doom metal ; Black Metal is Rising, consacré au black metal). En 2006 est créé le Cernunnos Pagan Fest, mélange de folk metal, pagan, musique médiévale, folk, et d'animations médiévales. D'abord installé à La Locomotive, le festival a lieu désormais à La Ferme du Buisson, scène nationale qui le co-produit.
En 2017, l'association compte plus d'une centaine de concerts pour plus de 500 groupes.

### Label
En 2008, Gérald Milani en quitte la présidence et crée le label Les Acteurs de l'Ombre Productions pour se consacrer pleinement à un projet personnel. En 2009 sort le premier album du groupe Pensées nocturnes, Vacuum.
Le label s'établit à Nantes, et organise régulièrement des concerts, au Ferrailleur et à la scène Michelet. Le but du label est de découvrir et contribuer à faire connaitre des groupes de la nouvelle génération de black metal (post, atmosphérique et avant-gardiste). Des groupes du label se produisent chaque année sur les scènes du Hellfest : Regarde les hommes tomber (2013), Borgne (2014), The Great Old Ones (2015), Moonreich (2016), Monolithe, Déluge, Regarde les hommes tomber, Arkhon Infaustus (2017), Pensées Nocturnes, Au dessus, The Great Old Ones (2018), Aorlhac, Hyrgal, Void (2019), Numen, Seth, Pénitence onirique,  Les Chants de Nihil, Sordide (2022). Depuis 2021, le label accompagne 34 groupes grâce à plus d'une vingtaine de bénévoles.

## Concerts et festivals

### Black Metal Night
Toujours dans l'optique de partager leurs découvertes, Les Acteurs de l'Ombre organisent régulièrement des concerts avec des groupes de leur catalogue. Principalement au Ferrailleur (Nantes) depuis 2014, et parfois dans d'autres villes (Niort et Paris en 2019).

### Ladlo Fest
En 2018, pour les 10 ans du label, Ladlo organise son premier festival sur 2 jours. Il a lieu les 6 et 7 octobre 2018 à la Maison de Quartier Doulon (Nantes), et regroupe 15 groupes du label.

### Feux de Beltane
De 2016 à 2019, Les Acteurs de l'Ombre ont organisé en collaboration avec les brasseries Couille de Loups (Bretagne) et Ouroboros (Auvergne), un festival consacré au black metal en développant le coté païen lié à la célébration celtique traditionnelle de Beltaine. Au delà de la musique, Les Feux de Beltane sont l'occasion de rencontres avec des artisans locaux, des artistes (photos, tatouages, sculptures, etc.) et de spectacles touchant à différents domaines : contes, danses, musiques traditionnelles. Les organisateurs ont également voulu développer un esprit collaboratif : les spectateurs participent à la préparation des repas, ou impriment eux-mêmes leurs tee-shirts.
Malgré une jauge volontairement limitée, Le format original de cet événement lui donne une très rapide reconnaissance dans le milieu metal français. L'édition 2019 fait l'objet d'un documentaire, Nous sommes les nouvelles chimères. Ce film est diffusé dans quelques salles en France (Le Katorza et salle Michelet à Nantes, Le Vox à Mayenne, le Hellfest Corner à Paris), et est sélectionné pour faire partie du Roadburn Festival 2021 en ligne.

## Groupes

### Groupes actuels
- A/Oratos
- Adoperta Tenebris
- Aorlhac
- Au-dessus
- Bait
- Borgne
- Cepheide
- Coldcell
- Corpus Diavolis
- Crépuscule d'hiver
- Darkenhöld
- Decem Maleficium
- Griffon
- Heaume Mortal
- Hegemon
- Houle
- In Cauda Venenum
- Jours Pâles
- Les Chants de Nihil
- Lunar Tombfields
- Maïeutiste
- Moonreich
- Mor
- Numen
- Pénitence Onirique
- Pensées nocturnes
- RüYYn
- Sons of a Wanted Man
- Sordide
- Spectrale
- Time Lurker
- Triste terre
- VƆID
- Wesenville

### Autres
Groupes inactifs ou ayant depuis signé sur d'autres labels :
- AcoD
- Aezh Morvarc'h
- Arkhon Infaustus
- Asphodèle
- Barús
- Belenos
- Blurr Thrower
- Deluge
- Deuil
- Cult of Erinyes
- Ebonylake
- Grave Circles
- Heir
- Hyrgal
- Lifestream
- Limbes
- Mare Cognitum
- Monolithe
- Mur
- Paramnesia
- Profundae Libidines
- Regarde les hommes tomber
- Seth
- Sühnopfer
- The Great Old Ones
- Way to End
- Wildernessking